# Rodion Nakhapetov
Rodion Nakhapetov (russisk: Родион Рафаилович Нахапетов) (født 21. januar 1944 i Pjatykhatky i Sovjetunionen) er en sovjetisk filminstruktør, skuespiller og manuskriptforfatter.

## Filmografi
- S toboj i bez tebja (С тобой и без тебя, 1973)[1][2]
- Na kraj sveta (На край света…, 1975)
- Ne streljajte v belykh lebedej (Не стреляйте в белых лебедей, 1980)
- Zontik dlja novobratjnykh (Зонтик для новобрачных, 1986)